# Grup de l'Arc de Sant Martí (1989-1994)
|  | No s'ha de confondre amb el Grup de l'Arc de Sant Martí, que va operar entre 1984 i 1989. |

El Grup de l'Arc de Sant Martí (ARC) va ser un grup polític regionalista del Parlament Europeu que va operar a la III legislatura, entre 1989 i 1994, amb el nom oficial de "Grup de l'Arc de Sant Martí al Parlament Europeu", format principalment per l'Aliança Lliure Europea.

## Història
Aquest Grup de l'Arc de Sant Martí es va constituir després de la dissolució del primer Grup de l'Arc de Sant Martí, conformat per partits verds, regionalistes i d'esquerres, però gràcies al bon resultat dels partits verds a les Eleccions al Parlament Europeu de 1989 aquests van fundar el Grup Verd al Parlament Europeu junt a altres forces d'esquerres d'Espanya, Portugal i Itàlia.
El Grup de l'Arc de Sant Martí es va conformar amb els 6 eurodiputats dels partits de l'Aliança Lliure Europea, altres regionalistes com la Lliga Llombarda, i els partits Independents Fianna Fáil d'Irlanda i el Moviment Popular contra la Comunitat Europea de Dinamarca.
Una vegada finalitzada la III legislatura del Parlament Europeu, i posterior a les eleccions al Parlament Europeu de 1994, el grup no es va tornar a conformar i els representants de l'Aliança Lliure Europea es van integrar a l'Aliança Radical Europea, mentre que el Moviment Popular Danès va sumar-se al Grup per l'Europa de les Nacions.

### Presidents del grup
La presidència del grup va ser compartida entre Birgit Bjørnvig, del Moviment Popular contra la Comunitat Europea de Dinamarca, i Jaak Vandemeulebroucke, de la Unió del Poble de Bèlgica.

## Membres del grup
Aquest Grup de l'Arc de Sant Martí només va existir durant la III legislatura del Parlament Europeu i va tenir a la constitució 13 eurodiputats de 7 partits polítics i a la finalització un total de 14 escons de 9 estats membre.

### Històric d'eurodiputats
El Grup de l'Arc de Sant Martí va tenir la següent composició:
| Període   | Legislatura                           | Inici de legislatura | Final de legislatura |
| --------- | ------------------------------------- | -------------------- | -------------------- |
| 1984-1989 | III legislatura del Parlament Europeu | 13 / 518             | 14 / 518             |

### Partits membre
A més, hi van formar part els següents partits polítics:
| Estat      | Nom (català)                         | Nom (llengua del país)                  | Partit Europeu | Partit Europeu | Període   |
| ---------- | ------------------------------------ | --------------------------------------- | -------------- | -------------- | --------- |
| Alemanya   | Els Verds                            | Grüne                                   |                |                | 1984-1989 |
| Bèlgica    | Unió del Poble                       | Volksunie                               |                | ALE            | 1989-1994 |
| Dinamarca  | Moviment Popular Contra la UE        | Folkebevægelsen mod EU                  |                |                | 1989-1994 |
| Dinamarca  | Moviment June                        | JuniBevægelsen                          |                |                | 1992-1994 |
| Espanya    | Agrupacions Independents de Canàries | Agrupaciones Independientes de Canarias |                |                | 1992-1993 |
| Espanya    | Coalició Gallega                     | Coalición Galega                        |                |                | 1993-1994 |
| Espanya    | Esquerra Republicana de Catalunya    | Esquerra Republicana de Catalunya       |                | ALE            | 1991-1994 |
| Espanya    | Partit Andalusista                   | Partido Andalucista                     |                |                | 1989-1991 |
| Espanya    | Solidaritat Basca                    | Eusko Alkartasuna                       |                | ALE            | 1989-1994 |
| França     | Unió del Poble Cors                  | Unione di u Populu Corsu                |                | ALE            | 1989-1994 |
| Irlanda    | Independent del Partit Republicà     | Independent Fianna Fáil                 |                |                | 1989-1994 |
| Itàlia     | Lliga Llombarda                      | Liga Lombarda                           |                | ALE            | 1989-1994 |
| Itàlia     | Partit Sard d'Acció                  | Partidu Sardu                           |                | ALE            | 1989-1994 |
| Portugal   | Partit Renovador Democràtic          | Partido Renovador Democrático           |                |                | 1990-1994 |
| Regne Unit | Partit Nacional Escocès              | Pàrtaidh Nàiseanta na h-Alba            |                | ALE            | 1989-1994 |